# История Аландских островов

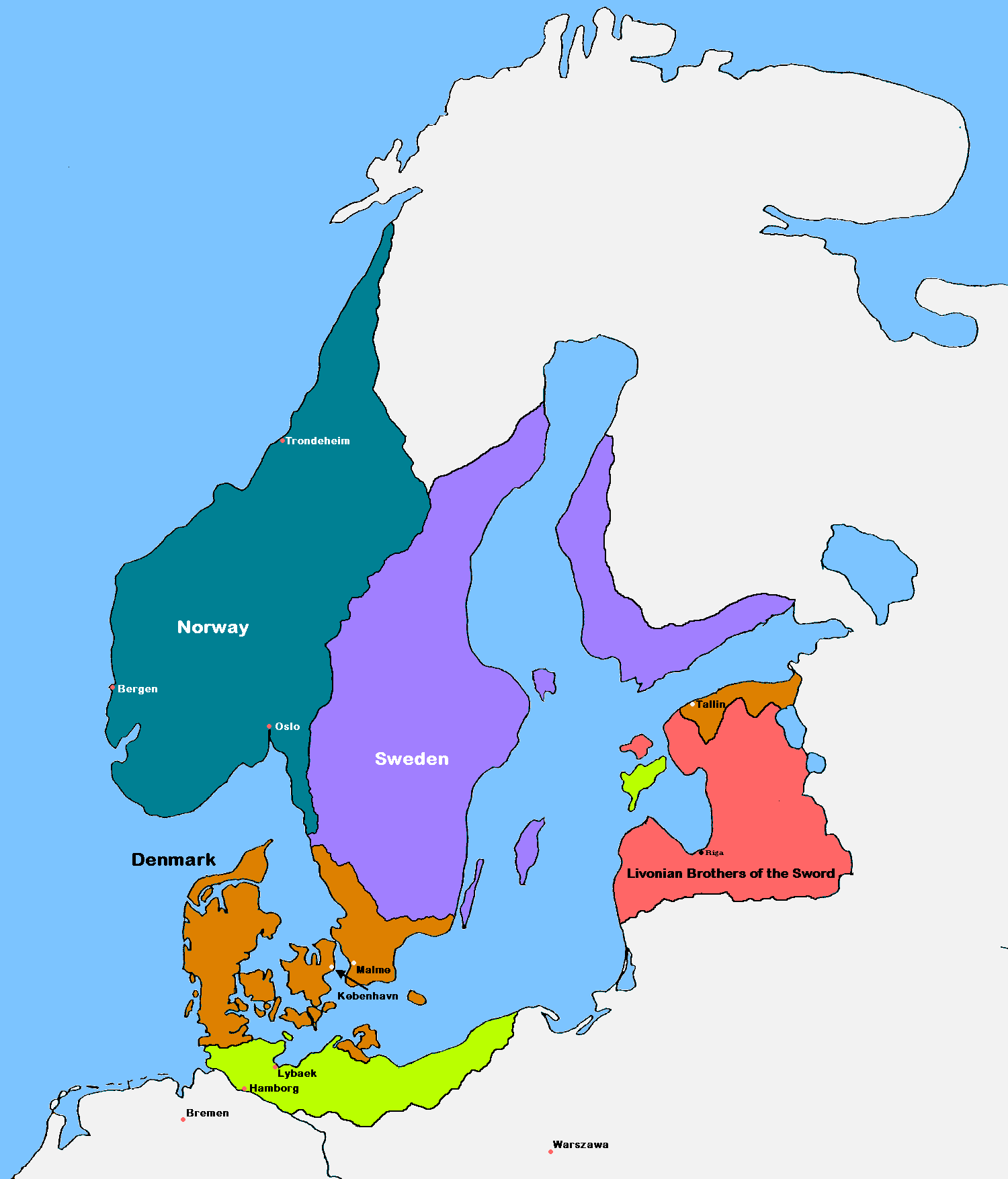
Протекторат Швеции в XIII веке

История Аландских островов (швед. Ålands historia) — история образования и становления Аландских островов как автономной провинции Финляндии.

## Древнейший период
Время заселения Аландских островов людьми относится к периоду 4 тысячелетия до н. э., что датируется по найденным археологами керамическим изделиям.
Представители культуры ямочной керамики 5000 лет назад занимались в основном охотой на тюленей, поэтому их иногда называют «инуитами Балтийского моря». Находки зёрен ячменя, мягкой пшеницы (Triticum aestivum) и плотноколосой пшеницы (Triticum compactum) позволяют предположить, что в небольшом масштабе им было свойственно и земледелие. Среди растительных остатков также обнаружили семена дикой яблони, плоды шиповника, скорлупа лесного ореха и клубеньковые корни чистяка весеннего (Ficaria verna). Ранее самыми древними считались 3500-летние зёрна из Южной Финляндии. Не исключено, что зёрна могли использоваться для приготовления пива, но доказательств этого нет.
К рубежу 2400—1500 гг. до н. э. относятся найденные учёными керамические артефакты культуры киукайс.

## Шведский период
Аландские острова не раз становились ареной боевых действий. Во времена Кальмарской унии Кастельхольмский замок являлся важным укреплением, так как открывал возможность воздействия на Стокгольм. Особенный спор шел между датскими королями унии и шведскими правителями. После выхода Швеции из унии стал охотничьими угодьями короля Густава Васа, чей отец в течение нескольких лет управлял замком (возможно десятилетний Густав жил вместе с ним). В дальнейшем Кастельхомский замок являлся охотничьими угодьями Карла IX и Густава II Адольфа. В 1634 году Кастельхольмский лен вошел в состав Або-Бьернеборгского лена, то есть перестал быть автономным.
Во время Великой Северной войны в 1714—1721 годах Аланды были почти полностью опустошены войсками Петра Великого, а население архипелага сбежало в соседнюю Швецию. В 1718—1719 годах на острове Лёвё проходил Аландский мирный конгресс, закончившийся безрезультатно. Внутри архипелага 27 июля (7 августа) 1720 года состоялось Гренгамское сражение. После окончания войны население постепенно вернулось на острова. Во время русско-шведской войны 1741—1743 годов архипелаг вновь подвергся опустошению, но менее значительному.
Во начале русско-шведской войны 1808—1809 годов (март 1808 года) Аланды были завоеваны русской армией, однако успешное восстание местных жителей в мае 1808 года на некоторое время позволило вернуть архипелаг под шведское управление.
По плану русского командования, намечалось в 1809 году перенести боевые действия на территорию Швеции, овладеть Стокгольмом и уничтожить шведский флот. Для этой цели было сформировано 3 корпуса. На корпус Багратиона (15,5 тысячи пехоты, до 2 тысяч конницы, 20 орудий) возлагалась задача занять Аландские острова и по льду Ботнического залива выйти на побережье Швеции.
Северный отряд должен был двинуться к Торнео, овладеть тамошними магазинами и следовать к городу Умео, на соединение с другим отрядом, которому было предписано идти туда же из Ваасы по льду Ботнического залива около Кваркенских островов (через пролив Кваркен); наконец, третьему отряду надлежало произвести нападение на Аландские острова, затем всем трём отрядам следовало двинуться к Стокгольму.
Аландские острова оборонял шведский корпус генерала Дёбельна (6 тысяч человек) и 4 тысячи вооружённых жителей. В конце февраля 1809 года корпус Багратиона из района Або (ныне Турку, Финляндия) выдвинулся на исходный пункт на острове Кумлинге. 3 (15) марта он перешёл в наступление четырьмя колоннами с фронта с востока, а 5-я колонна обходила Аландские острова с юга. Противник начал поспешный отход. Авангард 5-й колонны сумел у острова Сигнильшер окружить и взять в плен шведский арьергард. 6 (18) марта 1809 года корпус Багратиона занял Аландские острова, захватил более 2 тысяч пленных, 32 орудия, свыше 150 кораблей и судов.
Это вынудило правительство Швеции выступить с предложением о мире. На Аландские острова прибыл шведский уполномоченный с письмом герцога Зюдерманландского, заявлявшего о желании заключить мир с условием, чтобы русские войска не переходили на шведский берег.

## В составе Российской империи

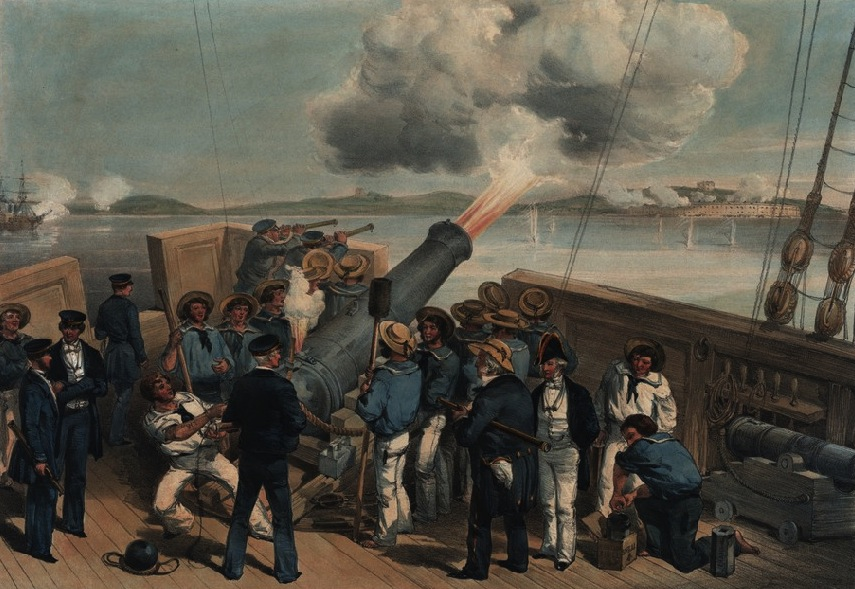
Атака крепости Бомарсунд в 1854 году

В 1809 году архипелаг по Фридрихсгамскому мирному договору от 17 сентября 1809 года вошёл в состав Российской империи, как часть Великого княжества Финляндского. Первым российским представителем власти на Аландах стал М. Б. Барклай-де-Толли. Именно ему принадлежит идея об укреплении архипелага, однако все работы остановились после смерти полководца.
В 1832 году на островах построена русская военная крепость Бомарсунд, вокруг которой появился гарнизонный городок Скарпанс. Во время Крымской войны крепость подверглась захвату со стороны англо-французского десанта. 30 марта 1856 году между Великобританией, Францией и Россией было подписано соглашение о недопустимости строительства на островах военных укреплений и развёртывании военных сил — Аландский сервитут.
Вопреки сервитуту в 1906 году на архипелаге появились российские военные, отвечавшие за средства связи и исследовавшие фарватеры. Во время Первой мировой войны контингент значительно увеличился, что связано со строительством аландских укреплений крепости Петра Великого.

## Период автономии

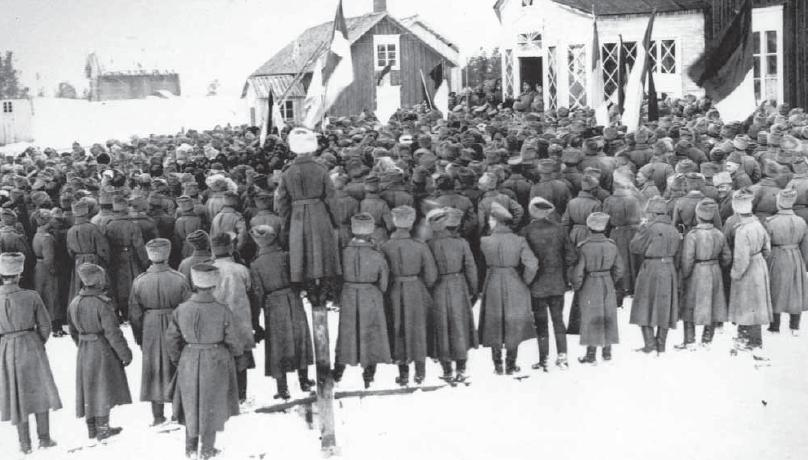
В 1917 году

В марте 1917 года, после падения в России монархии, население Аландских островов, опасаясь за сохранность шведского языка и культуры, предприняло попытки воссоединиться с Швецией, в связи чем представителями аландских провинций-коммун была составлена петиция к шведскому королю и правительству с просьбой принять Аланды под своё покровительство. Начался сбор подписей всего взрослого населения, но 6 декабря 1917 года Финляндия объявила свою независимость от России, в связи с чем Аландам было отказано в праве самоопределения. 4 января 1918 года Швеция и Россия признали независимость Финляндии, а острова архипелага были включены в её состав, что вызвало волну протеста как среди населения самих Аландских островов, так и континентальной части Швеции. На островах высадились шведские войска, над островами был поднят собственный флаг, состоявший из трёх полос — верхней голубой, средней золотой и нижней голубой.
Проведённый в июне 1919 года референдум о статусе островов выявил желание 95,48 % голосовавших на нём аландцев желание вхождения архипелага в состав Швеции. В мае 1920 года Парламент Финляндии издав «Закон об автономии Аландских островов» предоставил островам права автономии, однако, закон не был принят населением Аландов, что привело к так называемому Аландскому кризису. В аландском парламенте, выбранном ещё в 1918 году, произошли бурные дебаты, закончившиеся тем, что два лидера Сундблум и Бьёркман были арестованы по обвинению в государственной измене.
При посредничестве Великобритании вопрос был рассмотрен в ходе двух заседаний Лиги Наций и завершился подписанием 24 июня 1921 года аландской конвенции, по которой было принято решение оставить архипелаг под контролем Финляндии, но с предоставлением статуса широкой автономии. Спустя три дня Швеция и Финляндия подписали «Аландское соглашение» — мирный договор по статусу островов.
20 октября 1921 года представители десяти государств: Великобритании, Германии, Дании, Италии, Латвии, Польши, Финляндии, Франции, Швеции и Эстонии подписали в Женеве конвенцию о демилитаризации и нейтралитете Аландских островов. Представителями России упомянутая конвенция подписана не была, так как считалась противоречащей интересам российского государства. Однако, в Московском соглашении об Аландских островах от 1940 года и Парижском мирном договоре от 1947 года имеются постановления о демилитаризации островов, но упоминания о нейтральном статусе в этих документах нет.
Перед Второй мировой войной на островах (в нарушение конвенции) Финляндией были возведены укрепления, но по условиям принятых соглашений по итогам советско-финской войны Финляндия обязывалась провести демилитаризацию островов. Однако, через несколько месяцев финской стороной это соглашение было нарушено. Спустя несколько лет, Финляндия, как участвовавшая в войне на стороне фашистской Германии, подписала по итогам перемирия с СССР и Великобританией трёхсторонний договор о восстановлении статуса недопустимости ведения военных действий на территории Аландских островов.
С 1954 года Аландские острова имеют свой флаг, а с 1 марта 1984 года на Аландах начали выпускать свои почтовые марки.
В настоящее время жители архипелага (так же как и переехавшие на острова до достижения двенадцатилетнего возраста) не призываются на военную службу. Ношение и хранение любого огнестрельного оружия (кроме охотничьего) гражданам Аландов запрещено. Исключение делается лишь для полицейских.

## Книги об истории Аландских островов
- С. В. Тиркельтауб. Аланды в войнах и мире. — СПб.: Ореос, 2008. — 604 с.
- Алексей Востров. Аланды. Острова мира и раздора. — СПб.: Остров, 2018. — 304 стр.